# Anicet Rasoanaivo
Anicet Rasoanaivo (ur. 27 grudnia 1969) − madagaskarski bokser, dwukrotny olimpijczyk.

## Kariera amatorska
W 1991 r. zdobył srebrny medal, reprezentując Madagaskar w kategorii do 48 kg na Igrzyskach Afrykańskich. W finale pokonał go Ghańczyk Stephen Ahialey. Dzięki srebrze wystąpił w 1992 r. na Igrzyskach Olimpijskich w Barcelonie, startując w kategorii papierowej. Madagaskarczyk odpadł w 1/16 finału, przegrywając przez nokaut z reprezentantem Korei Północnej O Chong-cholem.
W 1995 r. zdobył brązowy medal na Igrzyskach Afrykańskich w Harare. W półfinale wyeliminował go reprezentant Egiptu Mohamed Ali Solman. W 1996 r., Rasoanaivo ponownie startował na Igrzyskach Olimpijskich. W 1/16 finału pokonał zawodnika z Hondurasu Geovany'ego Bacę, a w kolejnej walce przegrał z Amerykaninem Albertem Guardado.